# ペニーオークション
ペニーオークション（英: penny auction）あるいは入札手数料オークション（英: bidding fee auction）は、毎回の入札毎に手数料が必要になる形式のインターネットオークションである。表示上の開始価格や落札価格は通常のオークションに比べると低額であるが、入札時の手数料が高額になることがある。2005年に開設されたSwoopo（旧名：Telebid）がこの形式の発祥とされる。

## 特徴
入札者にとっては、開始価格が0円から数百円程度と低額で、しかも1回の入札金額の単位も低額で固定されていることが多いため、多数の入札があっても安価に落札できる魅力がある。しかし、入札ごとに手数料が必要なため、競り合って何回も入札した場合には、落札額+手数料+送料で高額になる場合もある上、落札できなくても手数料を支払う必要が生じる。一方で初心者を対象として、手数料がかからない商品が出品される例もある。
出品される商品は、運営企業側が用意する。これらは、中古ではなく新品が用意されることが多い。落札できなかった利用者に対し、同じ商品を割引して販売していた事業者もあった。
出品する側の企業にとっては、落札額ではなく、手数料によって利益を上げることを目的とするビジネスモデルである。しかし、参加者が少なければ、最低価格付近で安定して落札されてしまうため、最初から大量のユーザーが参加しない限り、運営者は利益を上げられないという構造的な欠陥がある。このため、運営側の成りすましによる不正行為が非常に起きやすい素地を持ち、特にネット取引の場合は、運営側の成りすましが存在しないと確定的に判断することが困難である。また、不正がなく、市価よりも安く安定して落札できるシステムならば、それを業として落札商品を転売するビジネスも成立してしまうため、理論的に「市価より安く」手に入れることは非常に難しい。不正が無かったとされるDMMでは、利用者の談合によって低額での落札が繰り返され、1年間で10億円の赤字になったとしている。

## トラブル

### 日本
日本では2010年頃からペニーオークションを運営するスクリプトが安価で販売されており、それらを使ったサイトが増加した。国民生活センターへの相談件数は2009年度の19件に対し、2010年度は173件と急増している。2010年12月には、消費者庁が注意喚起に向けて情報収集に着手したと報じられた。こうしたペニーオークションに関するトラブルの報道の影響から、2010年秋からペニーオークションサイト閉鎖が相次いだ。
2012年8月、消費者支援機構が「ダイヤモンドオークション」に対して、全国初の消費者団体訴訟を出すと通告したところ、同サイトは閉鎖された。同年12月7日、ペニーオークションサイト「ワールドオークション」に関して、ボットによる自動入札によって参加者が落札できないようにし手数料をだまし取ったとして詐欺容疑で初の逮捕者が出た（ペニーオークション詐欺事件）。この摘発により、この業者が運営していたペニーオークションサイトで商品を落札したとの内容を自身のブログに投稿（ステルスマーケティング）していた複数の芸能人が虚偽の記述を書き込んだことを謝罪した。
逮捕報道の直後から、残ったペニーオークションサイトも次々に閉鎖され、2013年中にすべてのペニーオークションサイトが閉鎖された。2017年1月現在、日本にペニーオークションサイトは存在しない。
国民生活センターは以下のことを助言として挙げている。
- 入札手数料が高額になる危険性やギャンブル性をよく理解した上で慎重に利用すること
- 自動入札機能などを使う場合には冷静な判断力を失わないこと
- 入札のために購入した仮想通貨は返金されない可能性があると理解すること
- サクラの存在が疑われる不審なサイトを避ける

行政が問題のある業者に対応をした例として以下のものがある。
- 2011年3月31日、消費者庁は不当に安く落札価格を見せかけているとして、ペニーオークションサイト「ポイントオークション」を運営するDMM.com、「凄オク」を運営する株式会社アギト、「ゼロオク」を運営する株式会社ゼロオクの3社に対して景品表示法に基づく措置命令を行ったことなどを公表した[16][17]。
- 2012年12月7日、京都、大阪両府警はペニーオークションサイト「ワールドオークション」についてボットによる自動入札によって参加者が落札できないようにし手数料をだまし取ったとして詐欺容疑でサイト運営に関与した4人を逮捕した[13][14]（ペニーオークション詐欺事件）。4人に対しては執行猶予付きの有罪判決が言い渡された。

## サービス
すべて閉鎖済み。
- Swoopo
- ポイントオークション（DMM.com）[18]
- ゼロオク（ゼロオク）[18]
- 激安オク（Innovative Auction Limited）[11]
- Pオク（IT LAN）[11]
- みんなのオークション（EVOLISH PTE.LTD.）[11]
- オクテン（ショッピング・エンターテイメント）[11]
- イエヤス（クオリュクス & パートナーズ）[11]
- ペニオク（Tofoo Holdings LLC）[11]
- めちゃオク（めちゃオク運営事務局）[11]
- ポチオク（アットフリークス）[11]
- GEOオークション（GEO） → GET!オークション（セブンエイト）[11]
- ダイヤモンドオークション（和来）[19][12]
- ワールドオークション（ウェブテクノロジー）[13]
- カイドキ（サイバーエージェントの子会社CAモバイル）
- 凄オク（アギト）[18]